# Назаров, Алексей Тимофеевич
Алексей Тимофеевич Назаров (4 марта 1912, д. Хутынь, Новгородская губерния — 21 сентября 1951) — участник Великой Отечественной войны, гвардии подполковник. Заместитель командира 18-го гвардейского авиационного Севастопольского полка дальнего действия, Герой Советского Союза (1944).

## Биография
Алексей Тимофеевич Назаров родился в семье крестьянина. После окончания 9 классов работал слесарем на заводе в Полтаве. В 1931 год у призван в Красную Армию. В 1933 году окончил Ленинградскую военную авиационно-техническую школу, в 1939 году — Энгельсскую военную авиационную школу пилотов.
С июня 1941 года — на фронте в 750-м (позднее 3-м гвардейском) авиаполку. С мая 1943 года — в 18-м гвардейском Севастопольском авиационном полку дальнего действия (2-я гвардейская авиационная дивизия, 2-й гвардейский Брянский авиационный корпус).
27 мая 1942 года А. Т. Назаров и его экипаж в составе штурманов гвардии майоров Алексеева, Резонова, Евсеева и воздушного стрелка-радиста лейтенанта Панасовского осуществили бомбардировку Аренбурга. В июле последовало бомбометание Кенигсберга, в августе — Данцига и Варшавы. В наградном листе говорилось:

При выполнении боевых задач тов. Назаров проявляет большое мужество: в ночь на 20 августа 1942 года немцы грузили десятки эшелонов войск и боевой техники, выгружая горючее и боеприпасы. Бесшумно, на большой высоте подошёл бомбардировщик Назарова, отлично осветив цель. Но экипаж попал под обстрел. Мастерским манёвром он вышел из огня, то одной, то другой плоскостью закрываясь от лучей вражеских прожекторов, успешно отбомбился, в результате чего был взорван эшелон с техникой и боеприпасами противника. В то время над целью было большое количество наших самолётов, которые воспользовались тем, что самолёт Назарова отвлёк на себя огонь противника, произвели звёздный налёт, успешно разбомбили цель.
9 сентября 1942 года экипаж участвовал в бомбардировке Берлина. Через четыре дня лётчики нанесли удар по Бухаресту, Мемелю, Михельманду. К 1944 году А. Т. Назаров произвёл 215 боевых вылетов, из них 205 — ночью. Полученный боевой опыт он передавал молодым лётчикам. Ещё будучи в 3-м гвардейском полку Назаров подготовил 10 молодых лётчиков—специалистов по ночным полётам. С мая 1943 — ещё 26 пилотов.
С 1946 года подполковник Назаров — в запасе. Проживал в пгт Клязьма Пушкинского района. Похоронен в пгт Черкизово Пушкинского района.

## Награды
- Указом Президиума Верховного Совета СССР от 19 августа 1944 года Алексею Тимофеевичу Назарову было присвоено звание Героя Советского Союза.
- Два ордена Ленина.
- Орден Красного Знамени.
- Орден Отечественной войны I степени.
- Орден «Знак Почёта».